# Tomonotus mexicanus
Tomonotus mexicanus är en insektsart som beskrevs av Henri Saussure 1861. Tomonotus mexicanus ingår i släktet Tomonotus och familjen gräshoppor. Inga underarter finns listade i Catalogue of Life.